# Leymus pacificus
Leymus pacificus là một loài thực vật có hoa trong họ Hòa thảo. Loài này được (Gould) D.R.Dewey mô tả khoa học đầu tiên năm 1983.